# Satartia (Mississippi)
Satartia est un village américain situé dans le comté de Yazoo, dans le Mississippi. Selon le recensement de 2020, sa population est de 41 habitants.